# Varulv

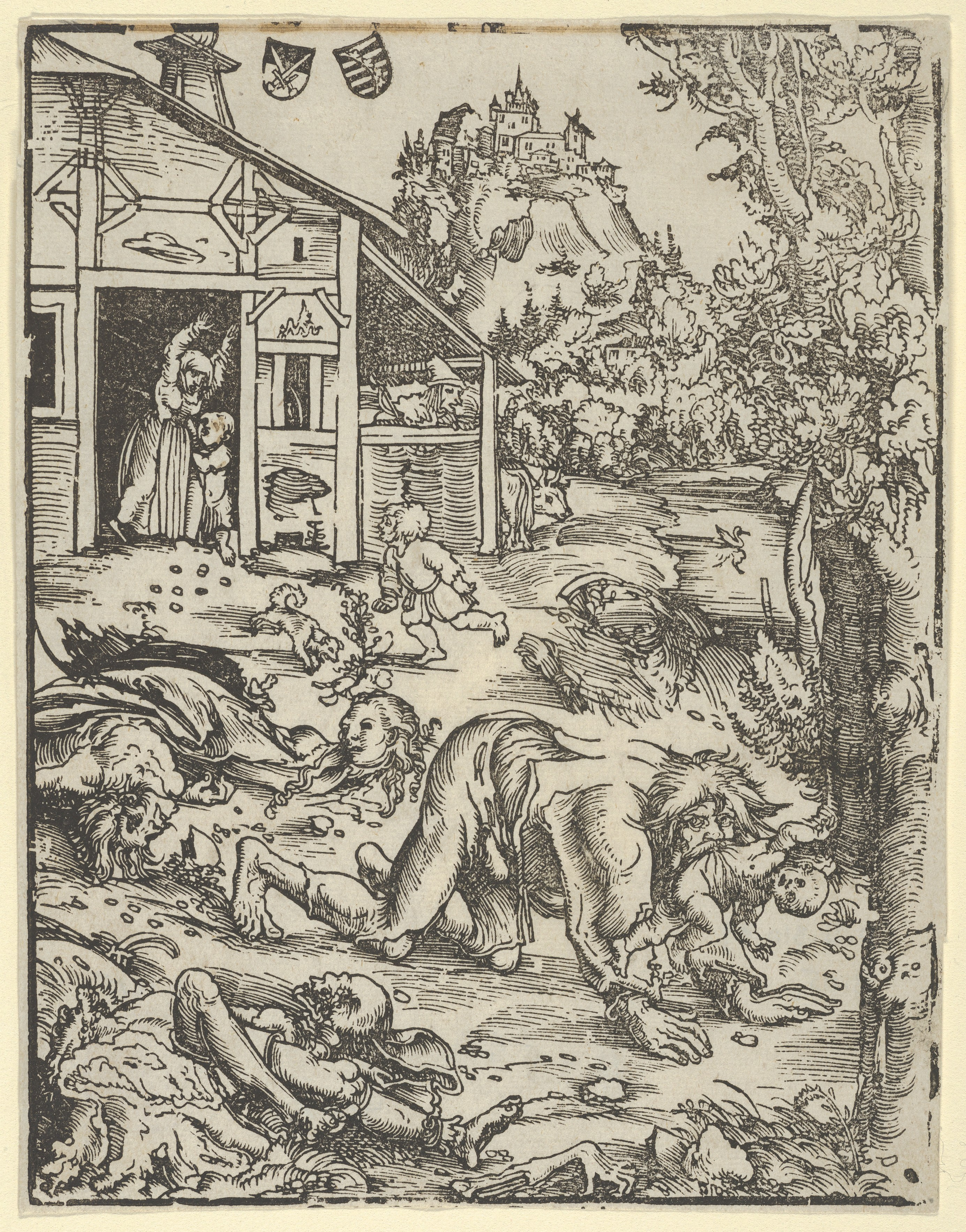
Varulv, tyskt träsnitt från tidigt 1500-tal.

Varulvar är i folktron människor som förvandlas till vargar eller vargliknande monster antingen frivilligt genom att använda magi eller ofrivilligt på grund av en förbannelse. 
Varulvar är ett populärt tema i skräckfilmer. Oftast förvandlas de då ofrivilligt på natten då de exponeras för månskenet.

## Utseende

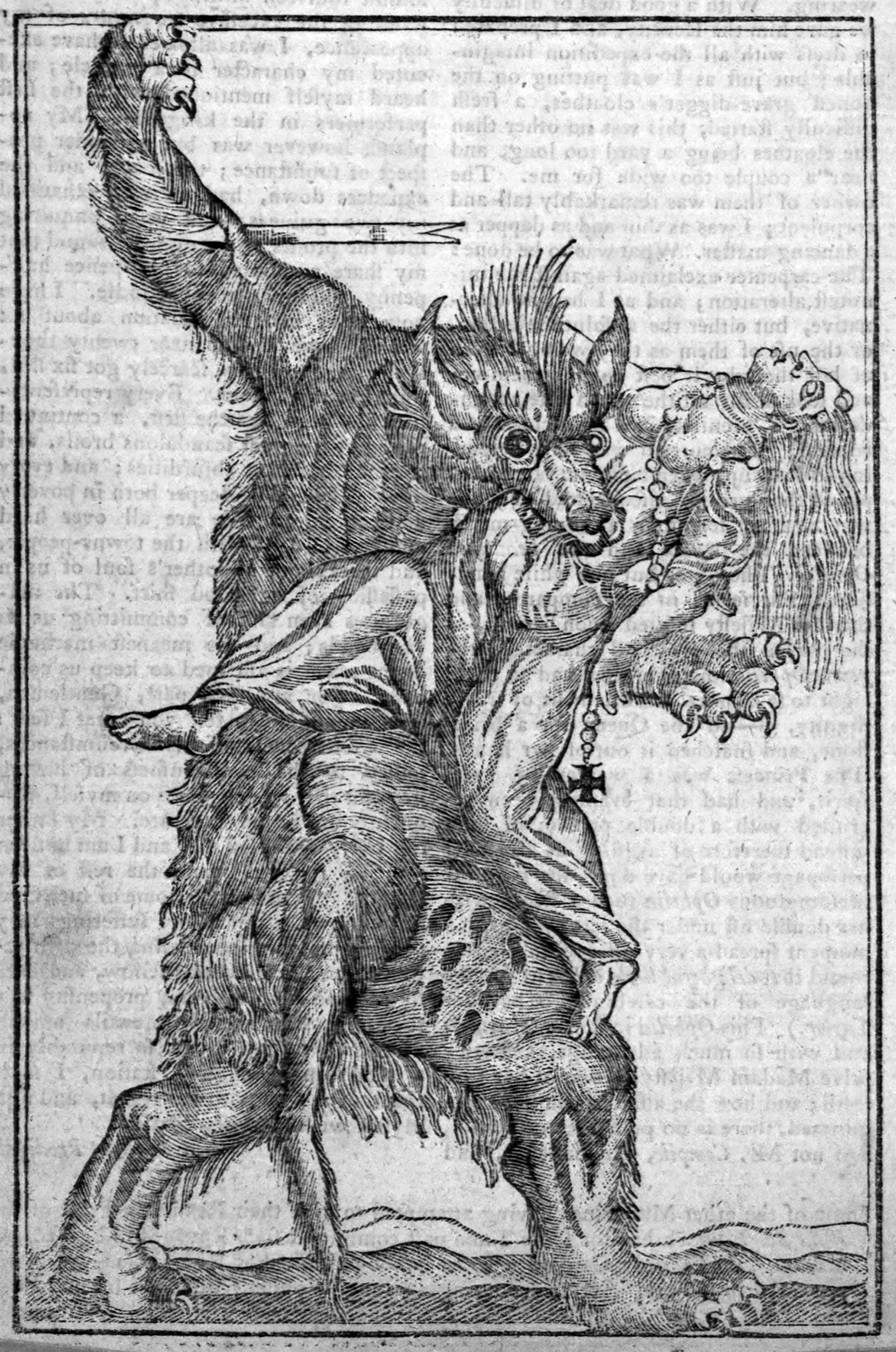
Fransk täckning av en varulv som förtär en kvinna (1765).

Berättelserna är inte samstämmiga om huruvida en varulv förvandlas till en varg eller till ett monster som liknar en blandning av människa och varg.
Den senare sortens varulv är vanligast i den moderna litteraturen och filmen. Denna varelse är ungefär lika stor som en kraftigt byggd människa. Dess kropp är delvis täckt av tjock päls, vars färg ofta är densamma som den förbannade personens hår. Den har en människas händer och fötter, dock täckta med päls och försedda med vassa klor istället för naglar. Dessa varulvar går framåtlutade, som om deras ryggrad blivit böjd, men trots det kan de springa lika snabbt som en varg. Den ursprungliga varulven ser ut som en varg eller en stor grågul hund. I en del trakter kände man igen varulvarna på att de linkade på tre ben och använde det fjärde som svans.
Enligt den ryska folktron kan man känna igen en varulv i människoskepnad på att det växer borst under tungan.
Det finns också exempel på varulvar som beter sig som vargar men behåller sin människoskepnad.

## Etymologi och besläktade ord
Ordet varulv kommer från det västgermanska språkområdet, närmast från medellågtyska warwulf. Formen hvarulf är känd i svenskan sedan 1700-talet medan engelskans werewolf och tyskans werwolf har hittats i litteratur från 1000-talet. Föreställningen har dock funnits i Norden i betydligt äldre tid, som visas av några av de isländska sagornas berättelser (se nedan).

### Manvarg eller dråparvarg?
Den vanligaste åsikten bland forskarna är att warwulf är en kombination av gamla germanska ord för "man" (*weraz) och "varg" (*wulfaz). Den första delen kommer ytterst av *wīro-, det indoeuropeiska ordet för mansperson, som på fornengelska och äldre tyska hette wer, på fornisländska verr, och på fornsvenska var. Samma rot finns även i värld (från *wer-ald-, "man-ålder-") och Värend och i ordet värbror som betyder "svåger" i vissa dialekter. Denna teori styrks bl.a. av att vissa svenska dialekter har använt ordet manulv istället för varulv, och att det i spanskan och italienskan heter ”man-varg” (hombre lobo) och ”varg-man” (lupo mannaro) kan också ses som stöd för teorin.
En konkurrerande teori härleder ursprunget till de germanska orden *wargaz och *wulfaz, som tillsammans betyder ”dråparvarg”, och har använts som beteckning för en varg som dödar många djur i en hjord men bara äter lite av dem. På medeltiden betydde vargher ”våldsverkare” på svenska. Detta ord kommer från det urgermanska ordet *wargaz för dråpare/strypare – besläktat med tyska würgen som betyder strypa. 
Svenskans varg användes förr som ett noaord för ulv och har sedan blivit det vedertagna namnet på djuret. Det hela kompliceras av att vargr och wearg i fornnordiskan och fornengelskan, utöver en benämning på djuret, även kunde betyda "mördare", "fredlös" eller "råskinn" i allmänhet (se uttrycket varg i veum).

### Lykantropi
Den andra delen, ulv (tidigare ulf och wulfaz), härstammar från det indoeuropeiska ordet för varg, *wl̥kwos, som också är ursprunget till djurets namn på grekiska: lýkos (λύκος). Av lýkos kombinerat med ánthrōpos (άνθρωπος), som betyder människa, har man bildat lykánthropos (λυκάνθρωπος) som försvenskat heter lykantropi. Lykantropi betecknar en förvandling från människa till varg och tillbaka. Ordet är belagt från mycket äldre tid än de germanska och används både i betydelsen att, genom magi, fysiskt förvandlas till en varg och för att beteckna ett psykiskt tillstånd då en person beter sig som, och tror sig vara, en varg.
Fransmännens varulv "loup-garou" består av franska loup, "varg", som kommer av latinets lupus (också från *wl̥kwos), och av fornfranska garoul som härleds direkt från frankiska wer-wulf. Varför man kommit att använda tautologin (upprepningen) ”varg-varulv” är dock inte utrett.

### Volkodlák
Det slaviska ordet för varulv är volkodlák. Detta ord kommer av ryska volk som betyder ”varg” och, enligt A. Afanasief (Poeticheskiya Vozzryeniya Slavyan na Prirodu III. s.527), av dlaka som kan betyda ”hårlock” eller ”gömme”. En annan källa, Dahl (Poslovitsui Russkago Naroda, Ralstons källor i Songs of the Russian People, se nedan under "Källor"), föreslår volk och kúdla som betyder ”raggig” eller ”gömme”. Ordet är synnonymt med latinets vcrsi-pellis som betyder "varg-skinn" (jämför bärsärk och ulfheðnar).
Ur kärnan volkodlák har många andra former bildats till exempel ryska vurdalak, ukrainska vovkulak, rumänska vârcol, böhmiska wlkodlak, serbiska vukodlak, dalmatiska vakudluk, tjeckiska vlkodlak, bulgariska vrkodlak, polska wilkolak samt lettiska wilkats.
I slaviska språk används också varianter av ordet óboroten, av ”oborotít'” som betecknar verbet ”förvandlas”, när man talar om hamnskiftare.

## Indoeuropeisk allmänmyt

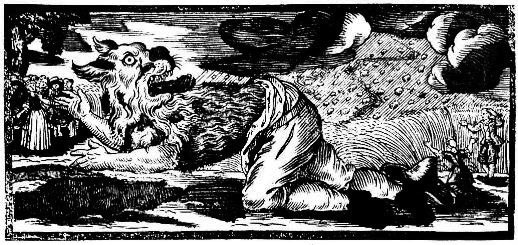
Varulv från 1700-talet, tyskt träsnitt.

Historierna om varulvar återfinns i många länder och kulturer. Bland dem Grekland (lycanthropos), Portugal (lobisón, lobisomem), Spanien (hombre lobos), Italien (lubo mannaro), Frankrike (loup-garou), Rumänien (vârcol), Bulgarien (varkolak, vulkodlak), Tjeckien (vlkodlak) Ryssland (óboroten, vurdalak), Ukraina (vovkulak[a], vovkun, pereverten), Polen (wilkolak) Litauen (vilkolakis, vilkatlakis), Estland (libahunt), Irland (faoladh, conriocht), England (werewolf), Tyskland (werwolf) och Danmark/Sverige/Norge (varulf). 
Indiens liksom Irans mytologi är kanske de enda indoeuropeiska traditionerna som inte innehåller "den äkta" varulvsmyten. Andra slags hamnskiftare förekommer i legender över hela världen men det handlar då om personer som också förvandlas till andra djur än vargar, till exempel indiska rakshasa (रक्षस).

### Vilkacier
I litauisk mytologi finns både ’’vilkolakis’’ som är människor som förvandlas till vargar och ’’vilkacier’’ som förvandlats till ett vargliknande monster. De senare kunde ibland vara till mycket nytta för människor enligt myterna.

### Bärsärkar
I Norden förekommer många berättelser om varulvar men ibland också om människor som förvandlas till björnar. En parallell kan därför dras till den nordiska mytologins bärsärkar och ulfheðnar vilka var dödsbringande krigare iklädda björn- eller vargskinn och som varken kände smärta eller trötthet.
Det har diskuterats om dessa berättelser återgår på en gemensam grund i det gamla indoeuropeiska samhället där de unga ogifta krigarna associerades med vargar.

#### Schamanism
Varulvar tangerar likheter med schamanism i och med förvandlingsprocessen. Den estniska varulven företer ibland schamanistiska drag. I finska uppslagsböcker heter varulv ihmissusi, dvs. människovarg, eller vironsusi, Estlandsvarg.

## Historia
Det tidigaste kända exemplet på en varulv är kanske berättelsen om Lykaon i den grekiska mytologin. Lykaon förvandlades enligt sagan till en varg för att han ätit människokött. Se Lycaeus

### Norden
Det tidigaste exemplet på varulvar i den nordiska mytologin hittas i Völsungasagan där hjälten Sigmund och hans son Sinfjötli förvandlas till vargar efter att ha klätt sig i förtrollade vargskinn. Ett lite senare exempel är den berömde isländske skalden Egil Skallagrimssons farfar som ska ha varit en "kveldulfr" alltså en person vars huge (ung. ”tanke” eller ”själ”) lämnade kroppen på kvällen och antog varghamn.
Den vanliga uppfattningen i yngre svensk folktro är att varulven var dömd att "springa tasse" alltså att gå på fyra ben. Inte, som den i dag allmänna uppfattningen gör gällande, att varulven är hälften människa och hälften varg. Denna tanke är vanligare på kontinenten (se bl.a. det tyska träsnittet från 1700-talet ovan). I den svenska folktron uppträder varulven (som ibland inte är en varg utan en björn) i två former: den ena är en människa som går "klädd" i en varghamn. Ofta när varulven dödas och blir flådd hittar man människans saker eller hela människan inuti. Ibland är förvandlingen frivillig och varulven tar själv på sig en hamn för att byta skepnad, men i andra fall är det någon som "kastat" hamnen på människan. I äldre folktro är det oftast troll som gjort detta, men i yngre folktro är det mänskliga folkgrupper som ryssar, finnar och samer. I Finland ansågs det dock att varulvar stammade från Estland. En annan form av varulv var de som liksom Egil Skallagrimssons farfar blev en varg eller björn i sömnen. Båda dessa former av varulvar har sina rötter i berättelser om hamnskiftare i den nordiska mytologin.

### Frankrike

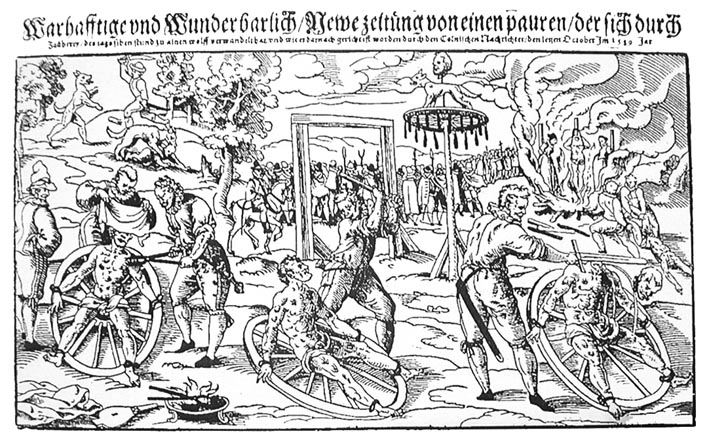
Episoder ur berättelsen om Peter Stump, anklagad för att vara varulv, för mord och kannibalism år 1589 och avrättad nära Köln år 1590.

Från sen medeltid till tidig modern tid finns uppgifter om att enbart i Frankrike ställdes 30 000 personer inför rätta anklagade för att vara varulvar. I vissa av dessa fall, till exempel med familjen Gandillon, Skräddaren från Chalons och Roulet i Angers, fanns klara bevis för mord och kannibalism men ingen koppling till vargar. I andra fall fanns en koppling till en varg men inga bevis mot den anklagade som i fallet med Gilles Garnier i Dole 1573. 
Hur det än låg till hade en anklagad ofta en extraordinär villighet att erkänna och till och med ge detaljerade beskrivningar av förvandlingen vilket är en av de besynnerligaste omständigheterna omkring medeltidens häxkonst. 
År 1603 anklagas den 13-årige Jean Grenier i Gascogne-regionen i Frankrike för att attackera och äta barn. Han döms till livstids inspärrning i ett kloster i Bordeaux, där han avlider 1610.
Under medeltiden förekom även historier om goda varulvar som blivit förvandlade genom häxkonst eller olyckliga omständigheter och som i sin vargskepnad agerade hjältar, som till exempel i den franska sagan ”William och varulven” från 1300-talet.

### Exempel i nutid
Fortfarande på sena 1990-talet spreds rykten om varulvar efter att Uttar Pradesh i Indien attackerats av människoätande vargar .
Flera moderna fall av lykantropi diskuteras bland psykologer. I vissa fall finns det kopplingar till drogmissbruk.[källa behövs]

## Hur blir man en varulv?
I legenderna finns det en stor variation på olika sätt man kan bli varulv på. Legenderna är mångskiftande både när det gäller önskade och oönskade förvandlingar.

### Av fri vilja
| Ett exempel på trollformel lyder: Hail, hail, hail, great Wolf Spirit, hail. A boon I ask thee, mighty shade, Within this circle I have made. Make me a werewolf strong and bold, The terror alike of young and old. |

Det kanske enklaste sättet att förvandla sig till varg var att ta av sig kläderna och spänna ett trollbälte om livet. Denna tro var vanligast i norra Sverige där samerna påstods förvandla sig med hjälp av ett bälte gjort av rygghuden från en hängd brottsling. En liknande variant som är mycket vanlig är att klä sig i ett vargskinn eller att gå igenom ett trollbälte med huvudet före. När man sedan vill bli människa igen tar man bara av sig skinnet eller kryper baklänges genom trollbältet. 
I andra berättelser bestryks kroppen med magisk salva, vilket är vanligt förekommande i medeltida skildringar av trolldom. 
En annan metod sägs vara att dricka ur en vargs fotspår. 
Olaus Magnus berättar i "Livnian" att varulvar förvandlades genom att dricka öl med speciellt innehåll och upprepa vissa trollformler. I W. R. S. Ralstons Songs of the Russian People (se extern länk nedan under "Källor") finns en vers för sådan förtrollning som fortfarande lär vara bekant bland ryssarna idag.

### Genom en förbannelse
Att förvandlas till varulv genom en förbannelse kan även det gå till på åtskilliga sätt. Många, både äldre och nyare, berättelser säger att den som blir biten av en varulv, så att saliven blandas med blodet, smittas och själv blir varulv. 
En vanlig uppfattning från folktron i sydvästra Sverige är att en mor som tagit till något trollknep för att slippa födslovåndorna, till exempel krupit igenom en fosterhinna från ett djur, straffas genom att barnet blir en varulv om det är en son eller en mara om det är en dotter. I övriga Sverige var det vanligare att förbannelsen kom från en trollgumma, ofta då som straff för en förolämpning eller dylikt.
Förbannelsen behövde dock inte bara ha med svart magi att göra; det irländska helgonet St. Patrick förvandlade enligt legenden Kung Veretius av Wales till en varg.
Enligt tysk tradition skall den sjunde sonen till den sjunde sonen bli en varulv. En motsvarighet finns i Brasilien (dit det överförts från Galicien och Portugal) där den sjunde sonen, eller ibland en son efter sex döttrar, sägs bli varulv. Denna tanke fanns också i Argentina där den var så stark att den sjunde sonen övergavs, aborterades eller dödades. För att få slut på denna sed skrevs en lag 1920 som säger att presidenten är gudfader åt alla sjunde söner. Staten ger också den sjunde sonen en guldmedalj vid dopet och ett stipendium vid dennes 21-årsdag.
Tanken att förbannelsen är knuten till födelsen får medhåll av italienska sägner där det berättas att barn som avlats under fullmånen drabbas. Också de barn som föds vid vintersolståndet, på julafton eller på en fredag med fullmåne skulle enligt italienarna bli varulvar.

### Att bryta förbannelsen
Det finns också många legender om hur man blir av med förtrollningen. 
För att befria sig själv är varulven tvungen att dricka ett ofött barns blod eller riva ut ett fosters hjärta, därför har varulvar en särskild blodtörst för gravida.
Sägnerna säger att om man ger varulven någonting av fri vilja och gott hjärta, så bryts förtrollningen. Ett exempel är mannen som gav en svulten varg ett stort stycke kött varpå varulven slapp sin varghamn. Vanligt i folktron är att om någon tilltalar vargen vid namn, så bryts förbannelsen. I svensk folktro är det vanligt att en soldat trollats till varg av fienden och söker sig hem. Hemma blir vargen jagad, men känns sen igen av en fästmö eller hustru.  
Andra varianter är att den drabbade personen hälsas tre gånger med sitt dopnamn eller av korstecknet, blir stucken i handen tre gånger av en kniv eller förlorar tre droppar blod. Den som botats från en varulvsförbannelse, sägs dock för alltid ha kvar förmågan att förstå vargarnas språk, vilket kan vara till stor välsignelse för sockenborna.
Många europeiska folksägner säger att om man kastar ett metallföremål över eller på varulven, återgår den till sin mänskliga form. I Ukrainas folksägen fanns uppfattningen att om man rörde en varulv med en högaffel eller slaga, förvandlades den genast tillbaka till människa.
I vissa folksagor lägger varulven av sig sitt skinn vid återförvandlingen till människa. Att bränna detta skinn dödar då varulven. Enligt en ofta berättad historia ska man under skinnet på en skjuten varg ha hittat en väst med guldknappar. Man förstod då att den varg man skjutit var en förvandlad myndighetsperson.

### Modernt tankegods och gammal folktro
Den moderna litteraturen har infört den vanliga uppfattningen att en varulv endast kan dödas genom att skjutas av en silverkula, vilket är en tanke som inte kommer från den äkta folktron men är återkommande i modern skönlitteratur, bland annat i Stephen Kings Cycle of the werewolf (1984) och filmen Silverbullet (eng. "silverkula"), som bygger på nämnda bok (se nedan; "Varulven i litteraturen"). 
En annan utbredd uppfattning är att förvandlingen är knuten till fullmånen. Denna tanke finns inte i den traditionella svenska folktron men däremot i den sydeuropeiska och dess spridning här är ett resultat av den moderna litteraturen och filmen. I Sverige var det vanligare att man förvandlades varenda natt, varje torsdag eller bara på julafton. Andra förvandlades under längre perioder och vissa drabbade fick behålla sin varghamn för alltid.

## Teorier om mytens uppkomst
Det finns flera föreslagna förklaringar till varulvsmytens uppkomst och vidlivhållande. Särskilt tre ovanliga sjukdomar har lagts fram som förklaring.
- Porfyri: En teori som las fram av den amerikanska biokemisten Davis Dolphin vid American Association for the Advancement of science 1985 och som fick stor uppmärksamhet i media, är att upphovet kan ha varit en ovanlig genetisk sjukdom, porfyri (se även vampyr). Porfyri är ett samlingsnamn på en grupp ärftliga sjukdomar som beror på en brist på något av de enzymer som deltar vid syntesen av hem och som leder till en brist på det järnhaltiga pigmentet i hemoglobin, protohem.[4] Sjukdomen kommer av en mutation och är autosomalt dominant ärftlig. Den förekommer i flera varianter. Vissa former av porfyri kan innehålla psykiska symptom, som våldsamt uppträdande, vanföreställningar och synhallucinationer. Fysiska symptom som kan komma av denna sjukdom är bland annat svår ljuskänslighet som gör att man inte kan vara ute i dagsljus, missfärgningar på huden, tänderna och naglarna, samt hypertrikos som innebär onormalt kraftig hårväxt.[5] Porfyri har därför i folkmun även kallats för vampyrsjukan.

Dolphins teori har en äldre föregångare i tidskriften Proceedings of the Royal Society of Medicine, där L. Illis 1964 publicerade teorin i en artikel med rubriken "On Porphyria and the Aetiology of Werewolves"
- Hypertrikos: Man har också föreslagit hypertrikos i sig som en källa till myterna. En person som är drabbad av svår Hypertrikos Lanuginosa har ansiktet helt täckt av hår. Sjukdomen är mycket ovanlig, medfödd och drabbar både män och kvinnor. Den berömda vargmannen Petrus Gonsalvus som levde under 1500-talet ska ha lidit av hypertrikos.
- Rabies: Man har också föreslagit att personer som drabbats av rabies kunde ha uppträtt på ett våldsamt och varglikt sätt som satte igång spekuleringar och rykten och gav upphov till myter.

## Varulven i litteratur, folkvisor och film

### Visor
Några typer av medeltidsballader bygger sin handling huvudsakligen eller delvis på varulvsmotivet. I Den förtrollade riddaren (SMB 5) har huvudpersonen förtrollats till varulv av sin styvmor, men blir kvitt sin förbannelse genom att döda henne och dricka sin ofödde broders blod. Även i många versioner av Varulven (SMB 6) är det den unga kvinnans foster varulven vill åt. I Förvandling och förlösning (SMB 7) blandas motiven på ett oklart sätt; två vilddjur blir visserligen kvitt sin förbannelse när de dricker sina onda mödrars hjärteblod, men bara därigenom att då plötsligt en spåkvinna dyker upp och löser dem med sin stav; och inga foster är inblandade.

### Film
Det finns en ganska smal gren av varulvsfilmer (se nedan länken till en lista) av varierande kvalitet inom skräckfilmen. Den första var filmen Dr Yogami från London (1935) (Werewolf of London) med svenskamerikanen Warner Oland i huvudrollen. Många anser att de bästa varulvsfilmerna är dessa tre klassiker: Varulven (1941), The Howling (1981 och En amerikansk varulv i London från samma år som den föregående. En annan stor varulvsfilm är Wolf (1994) med Jack Nicholson som varulv. En populär varulvsfilm från senare år är den brittiska Dog Soldiers (2002) och The Wolfman (2010).
I Sverige har mycket få varulvsfilmer gjorts. En kortfilm från 2005 är Vietnam 1969, som ingår i kortfilmsserien The Werewolf Cult Chronicles.
De senaste stora biofilmerna med varulvar är Harry Potter och fången från Azkaban (2004), Van Helsing (2004), Underworld (2003) och The Twilight Saga (2008-2011); ingen av dessa är dock någon riktig skräckfilm.
Den animerade filmen Wallace & Gromit: Varulvskaninens förbannelse är en parodi av varulvsberättelser. Den japanska, animerade Ōkami kodomo no Ame to Yuki (2012) ('Vargbarnen Ame och Yuki') är ett familjedrama. 
Det finns även flera serier med varulvar, t.ex. Teen wolf (2011-2017) eller Supernatural.